# ローラ・エイクマン
ローラ・エイクマン（Laura Aikman、1985年12月24日 - ）は、イギリスの女優。

## 出演作品
- ブリティッシュ・ギャングスター ～仁義なき抗争～
- ＰＡｓ ～秘書たちのゴシップライフ
- エンパイア・オブ・エイプス（シドニー）
- ヴァーチャル・セクシュアリティ